# Scarabaeus aegyptiacus
Scarabaeus aegyptiacus är en skalbaggsart som beskrevs av Stolfa 1938. Scarabaeus aegyptiacus ingår i släktet Scarabaeus och familjen bladhorningar. Inga underarter finns listade i Catalogue of Life.